# 시코쿠 고속버스

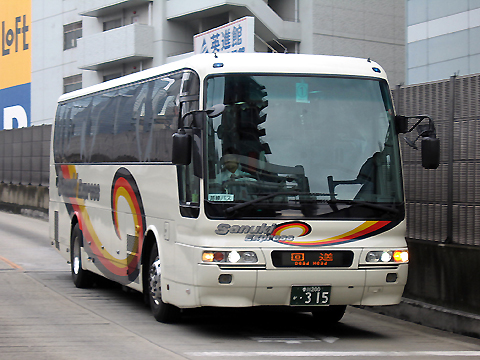
사누키 익스프레스 후쿠오카호

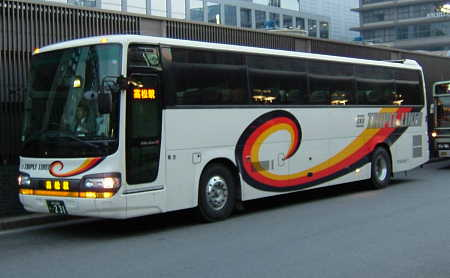
다카마쓰 익스프레스 교토호

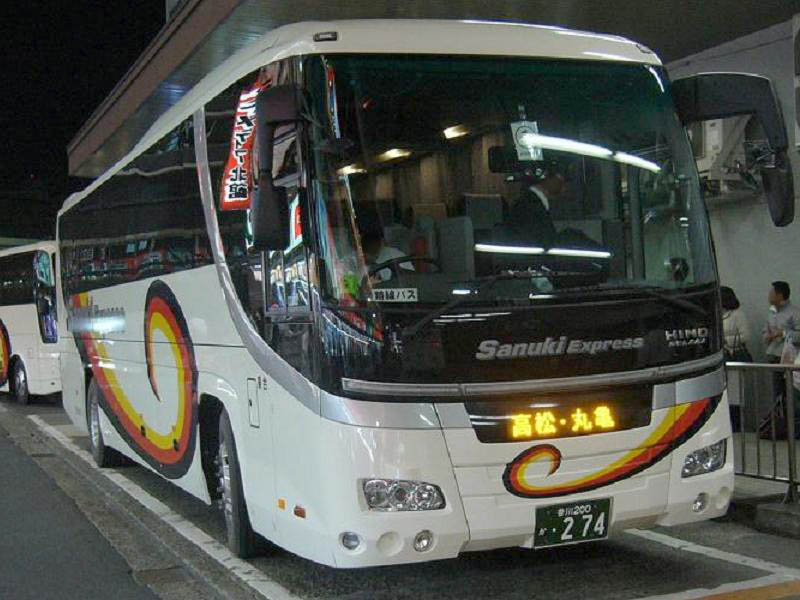
헬로브릿지호

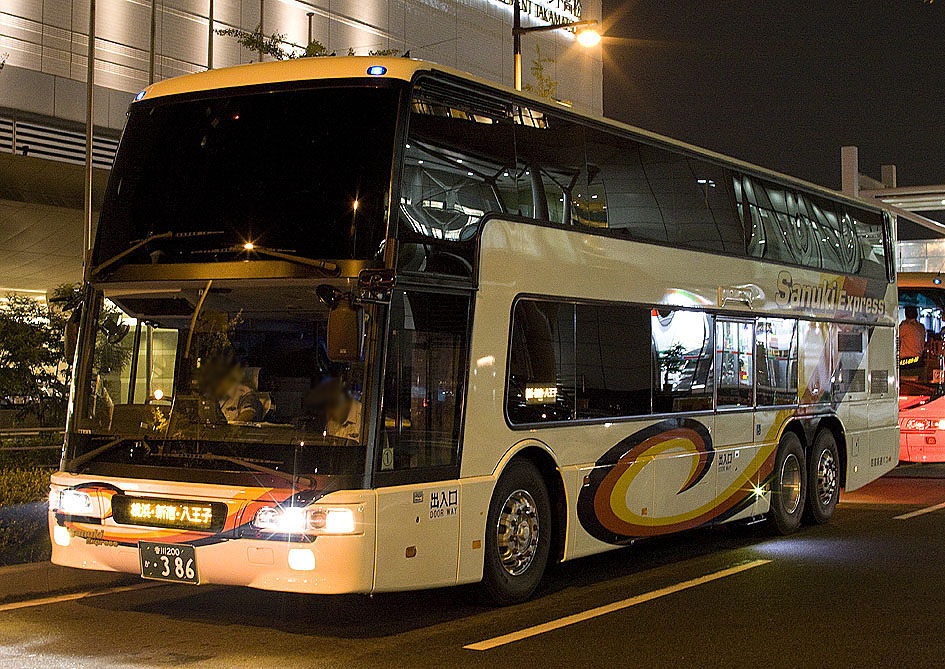
헬로브릿지호 에어로킹

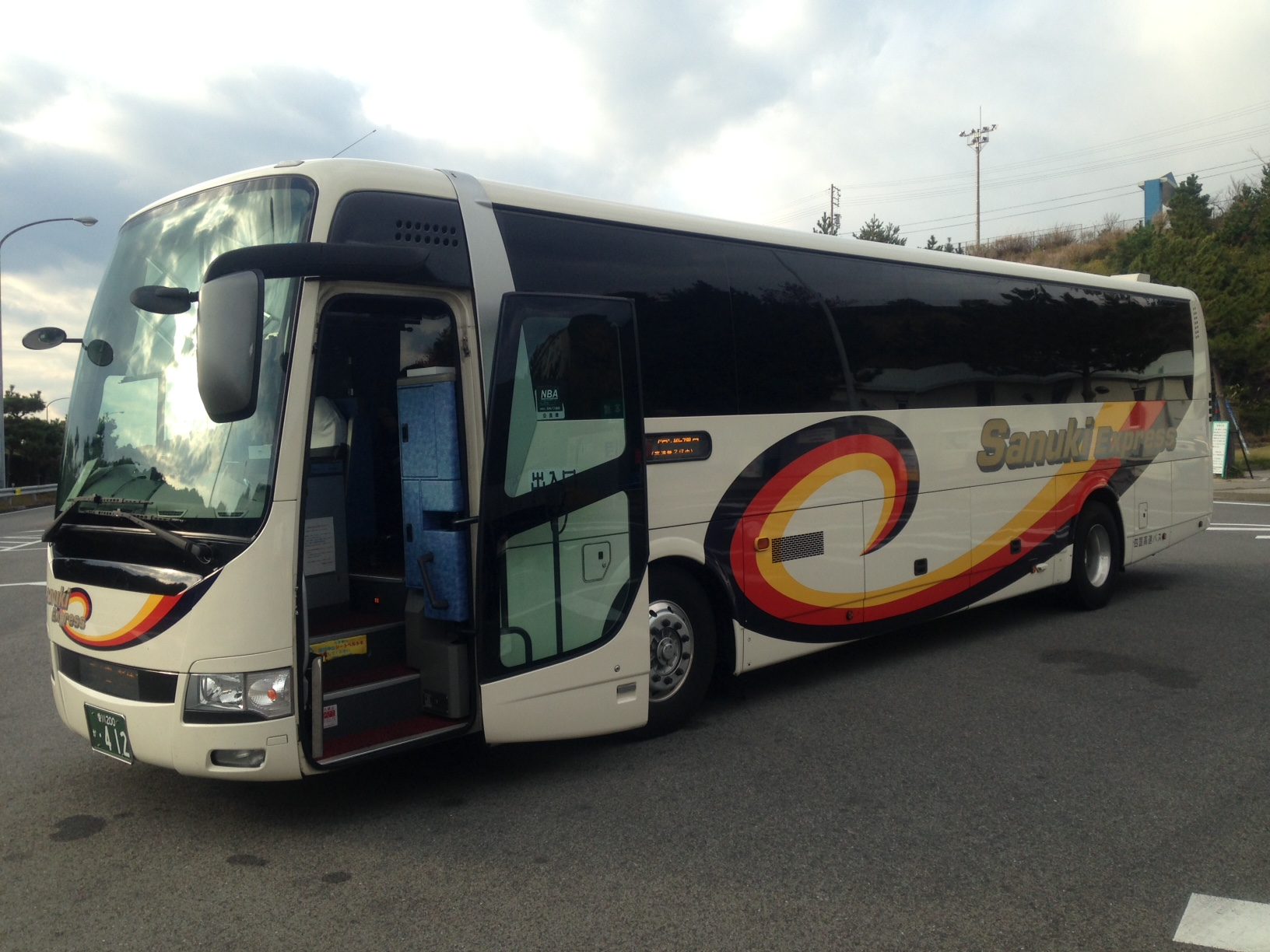
사누키 익스프레스 교토호

시코쿠 고속버스 주식회사(일본어: 四国高速バス株式会社 시코쿠 코소쿠 바스[*])는 일본의 고속버스 업체로 본사는 가가와현 다카마쓰시에 위치해 있다.

## 개요
세토 대교 개통으로 고속버스 운행을 위해 가가와현에서 타시도를 연결하는 고속버스 운행을 계획했으나 가가와현의 인구 규모가 적어서 독자적으로 고속버스 운행이 불가능했다. 1988년 12월 21일에 당시 일본의 버스 기업인 오가와 자동차, 코토덴 버스와 일본의 사철 기업인 코토히라산구 전철에서 출자해 설립했다. 당시 코토덴 버스 출신의 시라카와 노리토가 버스 2대와 승무원 5명으로 소규모 기업에 의한 운행 사업이 당초 면허제에서 2002년 2월에 허가제로 변경되었다.
2009년 4월 1일에 코토히라산구 전철은 버스 사업부를 오가와 자동차의 자회사인 코토덴 버스에 양도와 동시에 해산했다. 당시 코토히라산구 전철이 출자한 지분을 모두 오가와 자동차, 코토덴 버스 양사 절반 지분으로 조정했다. 2020년에 전세버스 사업에 진출하면서 현재에 이르고 있다.

## 역사
- 1988년 12월 21일 - 당시 일본의 버스 기업인 오가와 자동차, 코토덴 버스와 일본의 사철 기업인 코토히라산구 전철에서 출자해 설립
- 1989년 10월 14일 - 헬로브릿지호(일본어: ハローブリッジ号 하로오부릿지고오[*]) 운행 개시.
- 1992년 7월 1일 - 세토대교 고속버스로부터 트리톤호(일본어: トリトン号 토리톤고오[*]) 양수를 받음.
- 1992년 10월 12일 - 구로시오 익스프레스(일본어: 黒潮エクスプレス 쿠로시오에쿠스푸레스[*]) 운행 개시.
- 1996년 4월 15일 - 사누키 익스프레스 오사카호(일본어: さぬきエクスプレス大阪号 사누키에쿠스푸레스 오사카고오[*]) 운행 개시와 동시에 한큐 버스와 공동 배차 개시.[2]
- 1999년 4월 15일 - 사누키 익스프레스 코베호(일본어: さぬきエクスプレス京都号 사누키에쿠스푸레스 쿄오토고오[*]) 운행 개시와 동시에 신히메 버스와 공동 배차 개시.
- 2001년 4월 15일 - 다카마쓰 익스프레스 교토호(일본어: 高松エクスプレス京都号 타카마츠에쿠스푸레스 쿄오토고오[*]) 운행 개시와 동시에 서일본 JR 버스, 시코쿠 철도, 게이한 버스와 공동 배차 개시.
- 2001년 12월 20일 - 마루가메 버스 센터 개업.
- 2002년 4월 21일 - 간사이 국제공항 리무진 버스 운행 개시.
- 2003년 5월 1일 - 트리톤호(일본어: トリトン号 토리톤고오[*]) 노선을 코토히라산구 전철로 양도.
- 2004년 12월 15일 - 사누키 익스프레스 나고야호(일본어: さぬきエクスプレス名古屋 사누키에쿠스푸레스 나고야고오[*]) 운행 개시.
- 2007년 6월 16일 - 사가미 철도로부터 사누키 익스프레스 요쿄하마호(일본어: さぬきエクスプレス福岡屋 사누키에쿠스푸레스 후쿠오카고오[*]) 양수를 받음.
- 2008년 12월 1일 - 사누키 익스프레스 요쿄하마호(일본어: さぬきエクスプレス福岡屋 사누키에쿠스푸레스 후쿠오카고오[*]) 운행 종료. 이 날부터 헬로브릿지호(일본어: ハローブリッジ号 하로오부릿지고오[*])가 요코하마 경유 및 종점이 하치오지로 변경.
- 2009년 7월 17일 - 헬로브릿지호(일본어: ハローブリッジ号 하로오부릿지고오[*])에 한해 이층 버스 운행 개시.
- 2014년 - 마루가메 영업소 폐쇄.
- 2017년 8월 1일 - 도쿠시마 버스가 본 회사에 고토쿠 익스프레스 위탁 운행 개시.[3]

## 운행 노선

### 다카마쓰역기점
| 운행 노선                                                  | 공동 배차                                 | 운행구간   | 운행구간 | 운행구간        | 경유지 | 운행 횟수 | 비고                                                               |
| ---------------------------------------------------------- | ----------------------------------------- | ---------- | -------- | --------------- | --- | --------- | ------------------------------------------------------------------ |
| 구로시오 익스프레스(일본어: 高松エクスプレス京都)          | JR 시코쿠 버스 도사덴 교통                | 다카마쓰역 | ↔        | 고치역          | 고마치도리, 리쓰린 공원, 유메타운 다카마쓰, 니시다카마쓰 나들목, 마루가메 나들목, 젠츠지 나들목, 간논지 나들목, 오토요 나들목, 이치노미야, 하리마야바시                         | 9회       |                                                                    |
| 다카마쓰 익스프레스 교토(일본어: 高松エクスプレス京都)     | JR 시코쿠 버스 서일본 JR 버스 게이한 버스 | 다카마쓰역 | ↔        | 교토역          | 고마치도리, 리쓰린 공원, 유메타운 다카마쓰, 다카마쓰추오, 미키 나들목, 시도 나들목, 츠다 나들목, 오우치 나들목, 히케타 나들목, 니시나루토, 다카츠키 나들목, 오야마자키 나들목   | 6회       |                                                                    |
| 봇짱 익스프레스(일본어: 坊っちゃんエクスプレス)            | JR 시코쿠 버스 이요테츠 버스              | 다카마쓰역 | ↔        | 마쓰야마역      | 고마치도리, 리쓰린 공원, 유메타운 다카마쓰, 니시다카마쓰 나들목, 마루가메 나들목, 젠츠지 나들목, 간논지 나들목, 미시마 가와노에 나들목, 마쓰야마 나들목, 오카이도, 마쓰야마시역 | 12회      |                                                                    |
| 사누키 익스프레스 오사카(일본어: さぬきエクスプレス大阪)   | JR 큐슈 버스 서일본 JR 버스 한큐관광버스  | 다카마쓰역 | ↔        | 오사카 (우메다) | 고마치도리, 리쓰린 공원, 유메타운 다카마쓰, 다카마쓰추오, 미키 나들목, 시도 나들목, 츠다 나들목, 오우치 나들목, 히케타 나들목, 니시나루토, 난바역 (OCAT)                        | 18회      | JR 큐슈 버스, 서일본 JR 버스 시간대 운행 시 오사카역으로 직통 운행 |
| 사누키 익스프레스 코베(일본어: さぬきエクスプレス神戸)     | JR 시코쿠 버스 서일본 JR 버스 신키 버스   | 다카마쓰역 | ↔        | 신코베역        | 고마치도리, 리쓰린 공원, 유메타운 다카마쓰, 다카마쓰추오, 미키 나들목, 시도 나들목, 츠다 나들목, 오우치 나들목, 히케타 나들목, 니시나루토, 마이코 나들목, 코베(산노미아)        | 12회      | 오전 시간대 2회 운행 시 유니버설 스튜디오 재팬으로 직통 운행       |
| 사누키 익스프레스 후쿠오카(일본어: さぬきエクスプレス福岡) |                                           | 다카마쓰역 | ↔        | 후쿠오카(덴진)  | 유메타운 다카마쓰, 다카마쓰추오, 젠츠지, 마루가메역, 사카이데역, 고쿠라역, 하카타                                                                                               | 1회       | 심야 시간대 운행                                                   |
| 코토쿠 익스프레스(일본어: 高松エクスプレス京都)            | 오가와 버스 도쿠시마 버스                 | 다카마쓰역 | ↔        | 도쿠시마역      | 효고마치 미나미, 고마치도리, 리쓰린 공원, 유메타운 다카마쓰, 후세이시역, 다카마쓰추오, 니시나루토, 마쓰시게, 공업단지, 도쿠시마 대학                                            | 10회      |                                                                    |

### 마루가메역기점
| 운행 노선                                                           | 공동 배차     | 운행구간   | 운행구간 | 운행구간         | 경유지 | 운행 횟수 | 비고             |
| ------------------------------------------------------------------- | ------------- | ---------- | -------- | ---------------- | --- | --------- | ---------------- |
| 사누키 익스프레스 나고야(일본어: さぬきエクスプレス名古屋)          |               | 마루가메역 | ↔        | 나고야(메이테쓰) | 젠츠지, 마루가메 나들목, 사카이데역, 다카마쓰역, 유메타운 다카마쓰, 다카마쓰추오, 미키 나들목, 시도 나들목, 츠다 나들목, 오우치 나들목, 히케타 나들목, 니시나루토, 나루토 기타쿠치 나들목, 아와지 시치 | 1회       | 심야 시간대 운행 |
| 사누키 익스프레스 코베·오사카(일본어: さぬきエクスプレス神戸・大阪) |               | 마루가메역 | ↔        | 오사카 (우메다)  | 히가시 마루가메 스타디움, 젠츠지, 마루가메 나들목, 마이코 나들목, 유니버설 스튜디오 재팬, 난바역 (OCAT)                                                                                                | 6회       |                  |
| 헬로브릿지 (일본어: ハローブリッジ)                                 | 니시도쿄 버스 | 마루가메역 | ↔        | 도쿄(신주쿠)     | 젠츠지, 사카이데역, 다카마쓰역, 유메타운 다카마쓰, 다카마쓰추오, 미키 나들목, 시도 나들목, 츠다 나들목, 오우치 나들목, 히케타 나들목, 요코하마역                                                       | 1회       | 심야 시간대 운행 |